# Latrape
 Latrape  es una población y comuna francesa, en la región de Mediodía-Pirineos, departamento de Alto Garona, en el distrito de Muret y cantón de Rieux-Volvestre.

## Demografía
| 359 | 296 | 222 | 213 | 212 | 297 |
| Para los censos de 1962 a 1999 la población legal corresponde a la población sin duplicidades (Fuente: INSEE [Consultar]) |     |     |     |     |     |